# Gigar
Gigar (gyyz: ጊጋር, ur. 1745, zm. 26 listopada 1832) – dwukrotny cesarz Etiopii. Panował od 3 czerwca 1821 do kwietnia 1826 i od kwietnia 1826 do 18 czerwca 1830 roku.

## Genealogia
Przynależność Gigara do dynastii salomońskiej nie jest pewna. W czasie jego panowania był traktowany jako potomek linii męskiej dynastii salomońskiej, jednak co najmniej dwie przeciwstawne genealogie występują w źródłach na jego temat. Według pierwszej z nich, cesarz był synem Jozue II Kuareńczyka i bratem Joasa I. Według drugiej zaś Gigar miał być synem Gijorgisa Manfeaskeda – wnuka cesarza Fasiledesa, rządzącego w XVII wieku.

## Panowanie
Gigar był marionetkowym władcą wybranym przez Marjo z Jedżu – rasa Begiemdyru i wodza Oromów. Został zdetronizowany przez Hajle Marjama w kwietniu 1826. Na tronie Gigara zastąpił Beyde Marjam III, ale rządził tylko kilkanaście dni. Gigar ponownie zasiadł na tronie przywrócony przez rasa Marje. Dorje z Jedżu zdetronizował Gugsę 18 czerwca 1830 i wyniósł do tronu Jozuego IV, który po dwóch latach stracił władzę z powodu działań Gigara. Miał on fałszywie zeznając, oskarżyć Jozue o zaproszenie Ali Farisa, w celu obalenia rządzącego de facto wówczas rasa Alego Małego. Gobat napisał, że 26 listopada 1832 Gigar popełnił samobójstwo poprzez otrucie.

## Relacja Samuela Gobata
Większość relacji na temat Gigara pochodzi od szwajcarskiego misjonarza anglikańskiego, Samuela Gobata, który spotkał go podczas swojej podróży do Etiopii w pierwszej połowie lat 30. XIX wieku. Według Gobata, Gigar przez wiele lat był mnichem, a gdy zmarł jego brat Joas II, został wyniesiony do tronu. Gobat ocenił, że Gigar o wiele bardziej nadawał się na mnicha niż na władcę. W czasie pobytu misjonarza, cesarz powiedział mu, że miał 86 lat, choć wyglądał na 65 lub 70. Gobat mieszkał w małym, okrągłym domu, wybudowanym przez Joasa II w miejscu ruin części pałacu. Misjonarz został oprowadzony po rezydencji. Oto opis tego co zobaczył: 

To musiał być w przeszłości solidny gmach, a choć teraz uległ zniszczeniu, był o wiele lepszy niż cokolwiek, czego mogłem spodziewać się w Abisynii. Trzy komnaty i sale, oraz kilka mniejszych pokoi jest w dopuszczalnym stanie, choć tak długo leżały puste, że sprawiają nieprzyjemny wygląd i są pokryte kurzem i innymi zanieczyszczeniami. Król [Gobat miał na myśli cesarza] zajmował jednoosobowy pokój. Bardzo przyzwoicie urządzony jak na ten kraj. Pokój przedzielony był białymi zasłonami. Pod koniec zwiedzania rezydencji [cesarz] zapytał mnie czy kiedykolwiek widziałem tak wspaniały gmach. "Tak" - odpowiedziałem - "Myślę, że mogłem już widzieć w moim kraju kilka potężnych posiadłości porównywalnych do tej". "Co?" - wykrzyknął ze zdumieniem - "Czy obecnie rzeczywiście tam mieszkają ludzie potrafiący wykonywać tak wspaniałe dzieła?"

 Gobat zauważył także kilka oznak, świadczących o jego ubóstwie: 

[Gigar] żył ze świadczeń, wpłacanych mu przez jego zwierzchników, którzy dostarczają mu cokolwiek, czym ich szczodrość nakazuje im go obdarzyć.

 Samuel Gobat uczynił Gigarowi prezent, drukując kopie amharskiego tłumaczenia Ewangelii, oraz Dziejów Apostolskich, ale cesarz zwrócił je kilka dni później tłumacząc 

...że posiada już znaczną liczbę książek i w związku z tym bardziej preferowałby otrzymać ode mnie bardziej użyteczny prezent - kawałek tkaniny, jedwabiu, czy innego towaru.